# Ibán Cuadrado
Ibán Javier Cuadrado Alonso (ur. 21 lutego 1979 w Salamance) – hiszpański piłkarz występujący na pozycji obrońcy. Od 2015 roku gracz chińskiego klubu Guizhou Hengfeng.

## Życiorys
W latach 1997–2001 Cuadrado grał w rezerwach FC Barcelona, rozgrywając 101 meczów ligowych. Mimo to nigdy nie zagrał w ligowym meczu pierwszego zespołu, chociaż wystąpił w meczu Ligi Mistrzów przeciwko Brøndby IF. W 2001 roku przeszedł do Murcii, gdzie występował do 2008 roku. W tym klubie rozegrał 217 meczów ligowych, w tym 44 w Primera División. Po spadku tego klubu do Segunda División od sezonu 2008/2009 był zawodnikiem Málagi. Następnie reprezentował Rayo Vallecano, Ponferradinę oraz Salamankę. W 2013 roku przeszedł do grającego w Chinese Super League Shanghai SIPG. Grał tam dwa lata, po czym został piłkarzem innego chińskiego klubu, Guizhou Hengfeng.

## Statystyki ligowe
| Sezon         | Klub                      | Liga                 | Mecze | Gole |
| ------------- | ------------------------- | -------------------- | ----- | ---- |
| 1997/1998     | FC Barcelona B            | Segunda División B   | 2     | 0    |
| 1998/1999     | FC Barcelona B            | Segunda División     | 38    | 1    |
| 1999/2000     | FC Barcelona B            | Segunda División B   | 33    | 2    |
| 2000/2001     | FC Barcelona B            | Segunda División B   | 28    | 6    |
| 2001/2002     | Real Murcia               | Segunda División     | 28    | 1    |
| 2002/2003     | Real Murcia               | Segunda División     | 35    | 0    |
| 2003/2004     | Real Murcia               | Primera División     | 34    | 0    |
| 2004/2005     | Real Murcia               | Segunda División     | 36    | 1    |
| 2005/2006     | Real Murcia               | Segunda División     | 40    | 2    |
| 2006/2007     | Real Murcia               | Segunda División     | 34    | 0    |
| 2007/2008     | Real Murcia               | Primera División     | 10    | 0    |
| 2008/2009     | Málaga CF                 | Primera División     | 14    | 0    |
| 2009/2010 (j) | Málaga CF                 | Primera División     | 4     | 0    |
| 2009/2010 (w) | Rayo Vallecano            | Segunda División     | 6     | 0    |
| 2010/2011     | SD Ponferradina           | Segunda División     | 31    | 0    |
| 2011/2012     | UD Salamanca              | Segunda División B   | 31    | 0    |
| 2013          | Shanghai SIPG             | Chinese Super League | 30    | 0    |
| 2014          | Shanghai SIPG             | Chinese Super League | 27    | 1    |
| 2015          | Guizhou Hengfeng Zhicheng | China League One     | ?     | ?    |
| 2016          | Guizhou Hengfeng Zhicheng | China League One     | ?     | ?    |